# Hickory Hills (Illinois)
Hickory Hills város az USA Illinois államában, Cook megyében. Lakosainak száma 14 505 fő (2020. április 1.). Chicago külvárosa.

## Népesség
A település népességének változása:

| 2010 | 14 049 |
| 2020 | 14 505 |

## Híres emberek
- Marty Casey rockzenész, itt született 1973-ban
- Max Strus profi kosárlabdázó, itt született 1996-ban